# BMW・ビジョン M ネクスト
BMW・ビジョン M ネクスト (BMW Vision M Next) は、2019年に発表されたコンセプトカーである。

## 概要
ビジョン M ネクストは2019年のドイツ国際モーターショーで発表されたハイブリッドスポーツカーで、発表当初はi8の後継と考えられていたが、2020年4月に量産されないことが発表された。
パワートレインは直列4気筒ターボエンジンと2基のモーターを組み合わせて600PS(441kW)を発揮する。状況に応じて後輪駆動と全輪駆動を切り替えることができる。モーターのみで100kmの走行が可能。0-100km/hは3秒で最高速度は300km/h。
デザインはターボやi8からインスピレーションを受けたものとなっており、フロントとリアはマットネオンシェードのスリリングオレンジで塗装されている。シルクマットキャストシルバーメタリック塗装のボディと、オレンジの鮮やかなコントラストが特徴で、ボディはリサイクルされた炭素繊維で作られている。

ホイールはフロント21インチ、リア22インチ。インテリアは、湾曲したディスプレイがダッシュボードに配置され、ヘッドアップディスプレイはフロントウィンドウをディスプレイとして使用する。

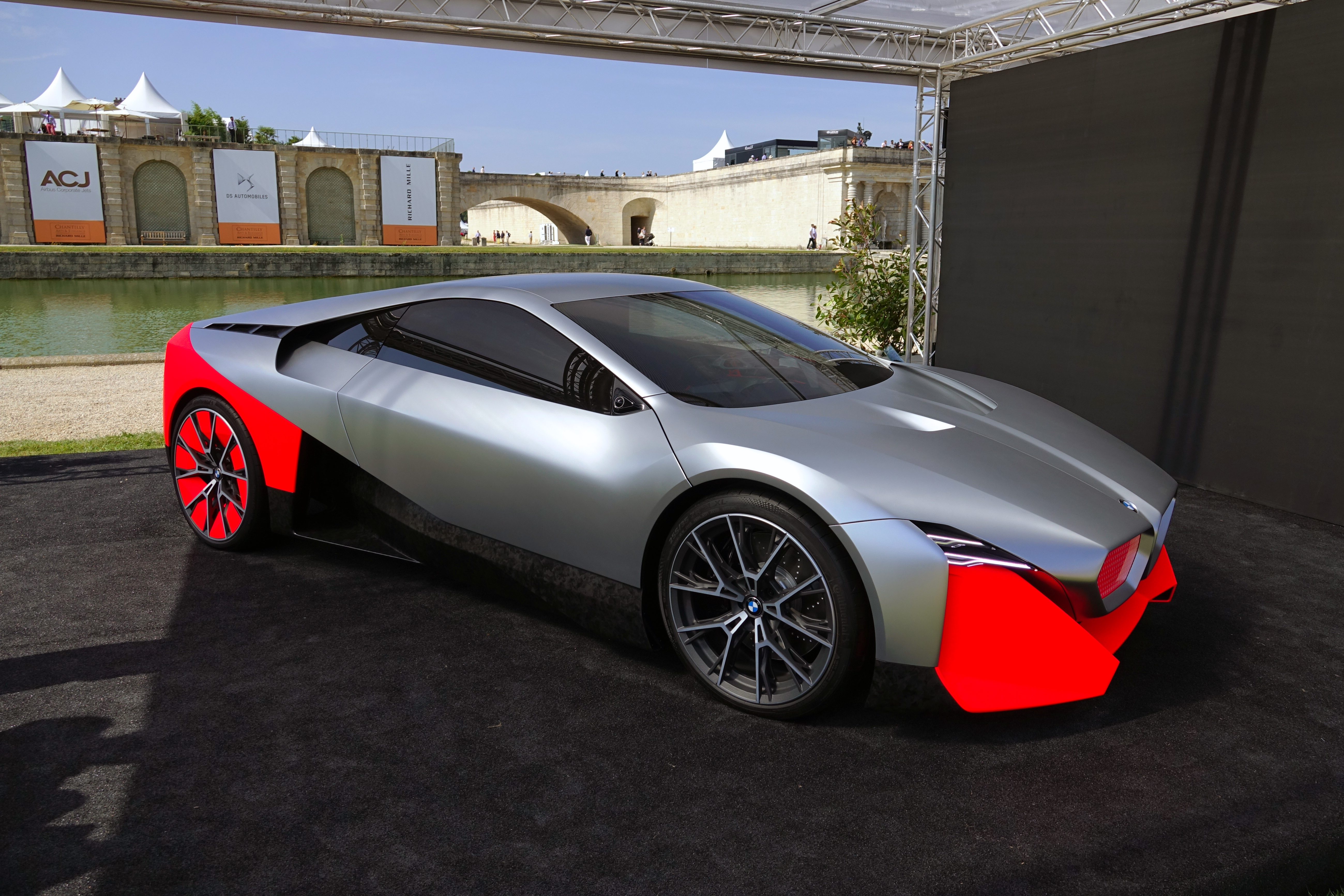
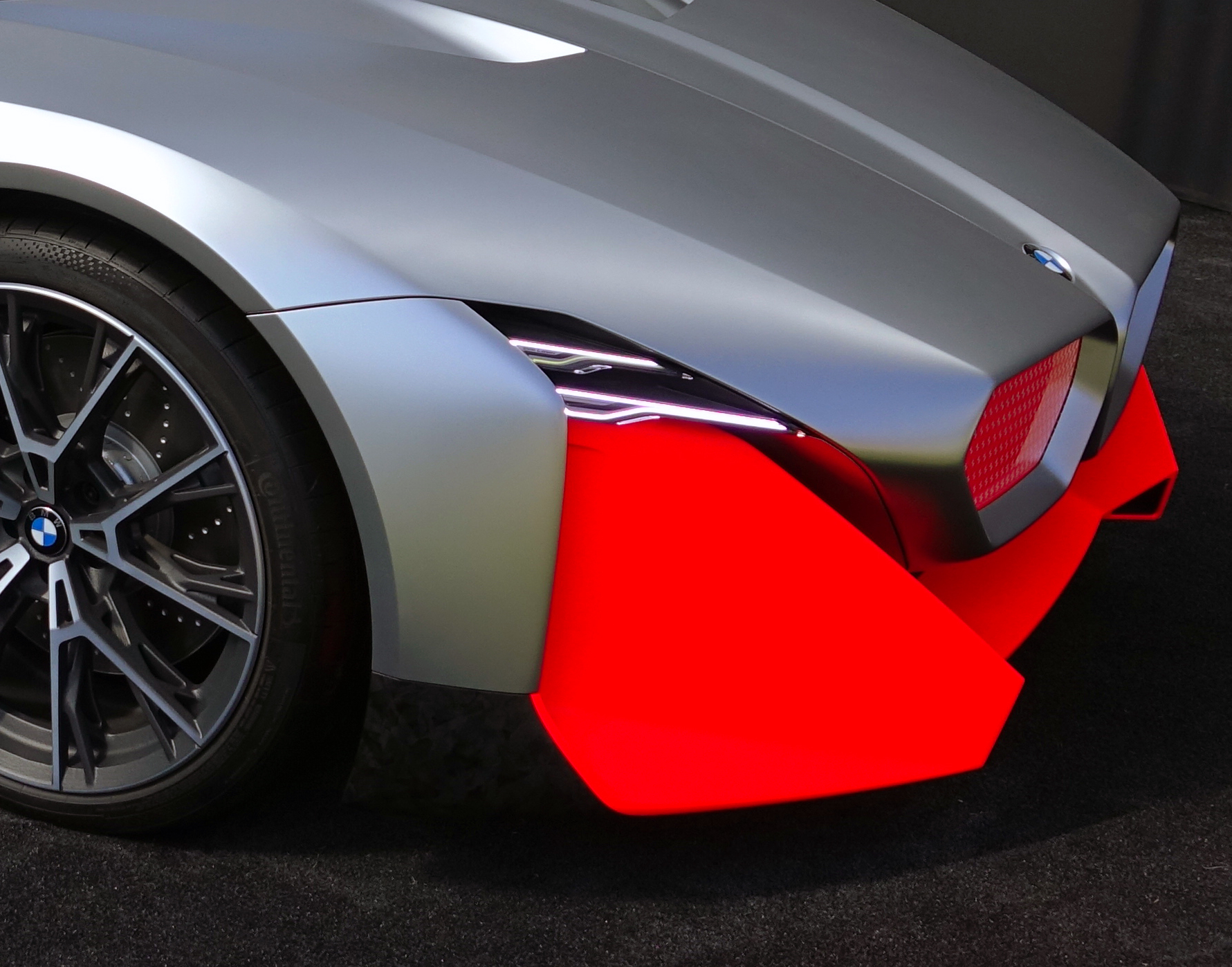
グラスファイバーフロントヘッドライト
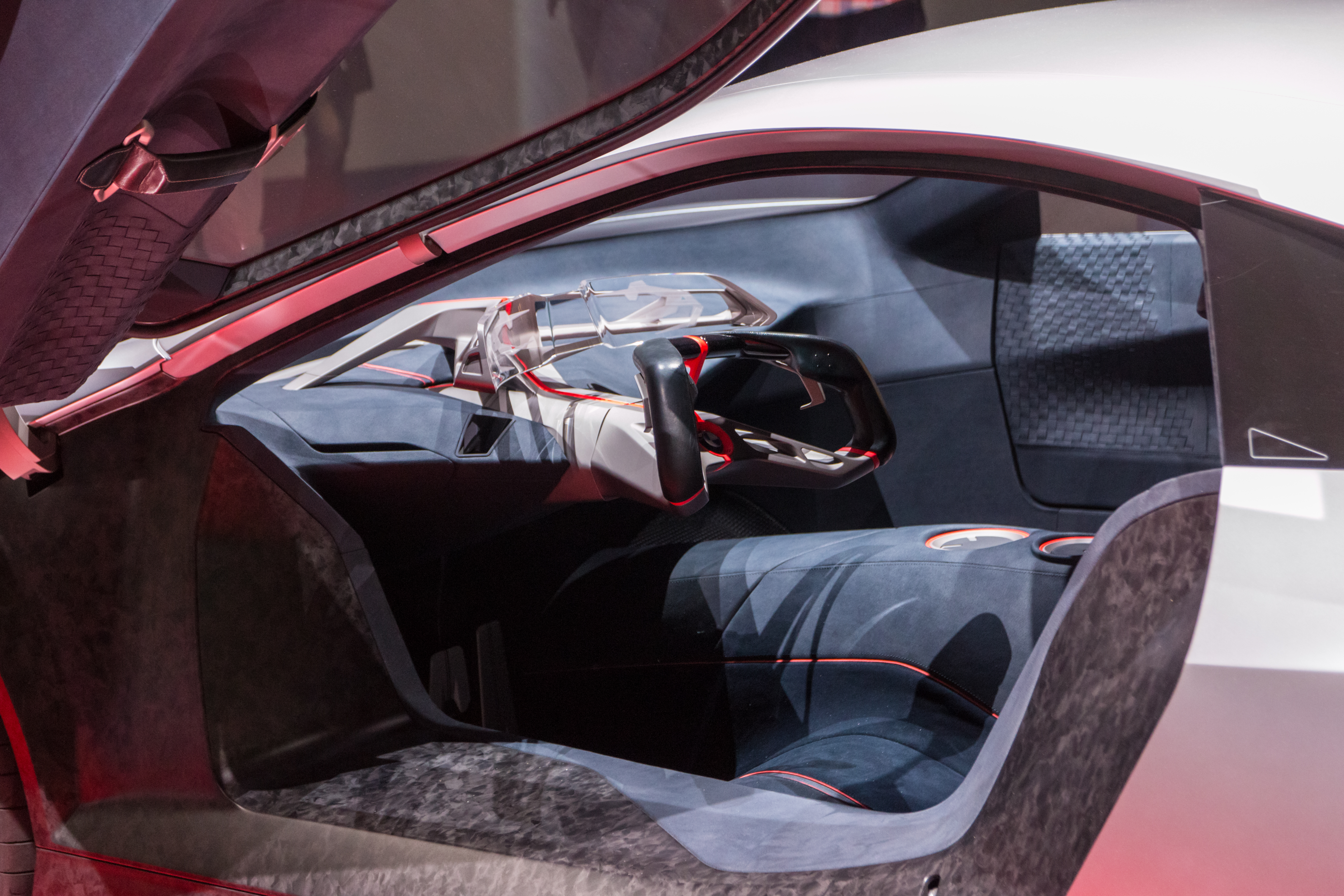
内部空間
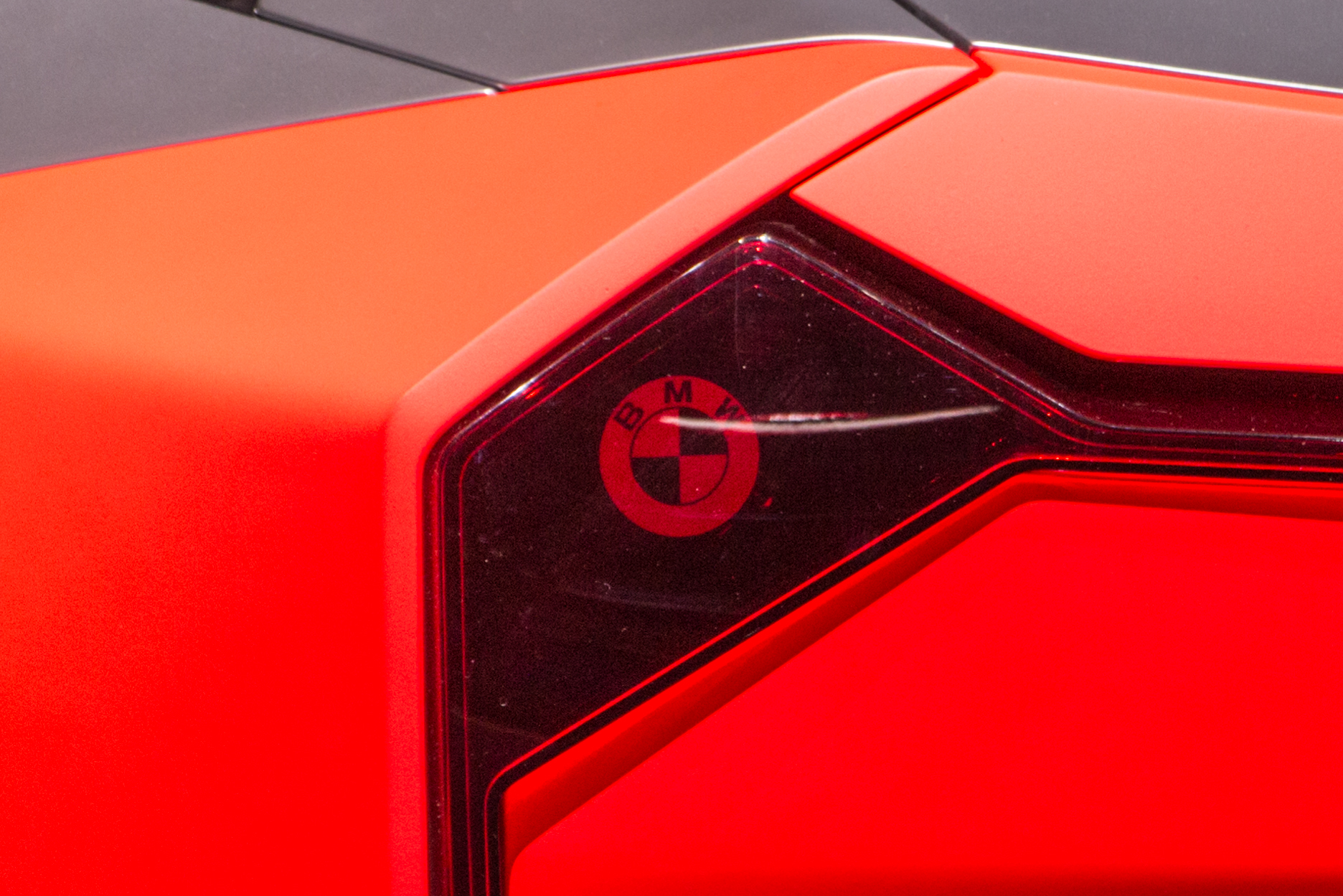
BMWロゴ入りリアライト

## 参照
1. ↑  https://www.manager-magazin.de/fotostrecke/bmw-mercedes-audi-supersportwagen-auf-der-iaa-fotostrecke-170580.html
2. ↑  https://www.electrive.net/2020/05/07/bmw-vision-m-next-geht-nicht-in-serie/
3. ↑  https://www.auto-motor-und-sport.de/neuheiten/bmw-m-next-sportwagen-zukunft-hybrid-phev-i8-nachfolger/
4. ↑  https://response.jp/article/2019/09/12/326407.html
5. ↑  https://de.motor1.com/news/356406/bmw-vision-m-next-concept-hybrid/